# Sima, Komorerna
Sima är en ort på ön Anjouan på Komorerna. Den hade 7 702 invånare år 2003.